# Ecological Research Network (Ecornet)
Das Ecological Research Network (Ecornet) ist ein Netzwerk von außeruniversitären, gemeinnützigen Instituten der Umwelt- und Nachhaltigkeitsforschung in Deutschland. Ziel des 2011 gegründeten Netzwerks ist es, den gesellschaftlichen Wandel in Richtung Nachhaltigkeit mitzugestalten und wissenschaftlich zu fundieren.

## Themen und Methoden
Die Forschung in den Ecornet-Instituten ist strukturiert entlang von Themenfeldern wie Konsum, Klima, Energie, Biodiversität, Mobilität oder Ressourcen, darunter Wasser und Landnutzung. Die Institute arbeiten zu den einzelnen Themen interdisziplinär, anwendungsorientiert und gesellschaftsnah. Sie verstehen sich als „kritisches Gegenstück zur stark disziplinär orientierten Forschungslandschaft und der etablierten Politikberatung, verbunden mit einem expliziten Gestaltungsanspruch“. Alle Ecornet-Institute teilen den konsequent transdisziplinären Forschungsansatz, bei dem Akteure aus Politik, Zivilgesellschaft und Wirtschaft von Beginn an in den Forschungsprozess einbezogen werden. Mehrere der Ecornet-Institute nahmen in Deutschland eine Pionierrolle bei der konsequenten Anwendung transdisziplinärer Methoden in der Wissenschaft ein. Das Institut für sozial-ökologische Forschung arbeitet zudem in einem eigenen theoretischen Forschungsschwerpunkt diesen Forschungsansatz weiter aus. Einen wesentlichen Akzent setzen die Institute im Bereich der sozial-ökologischen Forschung. Sozial-ökologisch meint hierbei eine Orientierung an gravierenden gesellschaftlichen Nachhaltigkeitsproblemen und eine Verknüpfung von sozialwissenschaftlichen, ökonomischen und ökologischen Perspektiven. Weitere theoretische Ansätze und Methoden sind u. a.: transformative Wissenschaft, Reallaborforschung, Nachhaltigkeitsbewertung, Technikfolgenabschätzung, partizipative Zukunftsforschung. Neben der Forschung sind Ecornet-Institute in unterschiedlichem Ausmaß in der Politikberatung und Umweltbildung tätig.

## Mitglieder
Die acht institutionellen Mitglieder des Ecornet sind:
| Institut                                                    | Gründung | Standorte                         | Vertretung der Geschäftsführung |
| ----------------------------------------------------------- | -------- | --------------------------------- | ------------------------------- |
| Ecologic Institut                                           | 1995     | Berlin, Washington, Brüssel       | Camilla Bausch                  |
| ifeu – Institut für Energie- und Umweltforschung Heidelberg | 1978     | Heidelberg, Berlin                | Martin Pehnt                    |
| Institut für ökologische Wirtschaftsforschung (IÖW)         | 1985     | Berlin                            | Thomas Korbun                   |
| ISOE – Institut für sozial-ökologische Forschung            | 1989     | Frankfurt am Main                 | Thomas Jahn                     |
| IZT – Institut für Zukunftsstudien und Technologiebewertung | 1981     | Berlin                            | Roland Nolte                    |
| Öko-Institut                                                | 1977     | Freiburg i. B., Darmstadt, Berlin | Christof Timpe                  |
| Unabhängiges Institut für Umweltfragen (UfU)                | 1990     | Berlin, Halle (Saale)             | Michael Zschiesche              |
| Wuppertal Institut für Klima, Umwelt, Energie               | 1990     | Wuppertal, Berlin                 | Manfred Fischedick              |

Insgesamt arbeiten über 800 Mitarbeitende an den Instituten. Die Finanzierung erfolgt überwiegend über Drittmittel für Forschungsprojekte, wobei die meisten Fördergelder aus Einrichtungen der öffentlichen Hand stammen.